# Aleks Buda

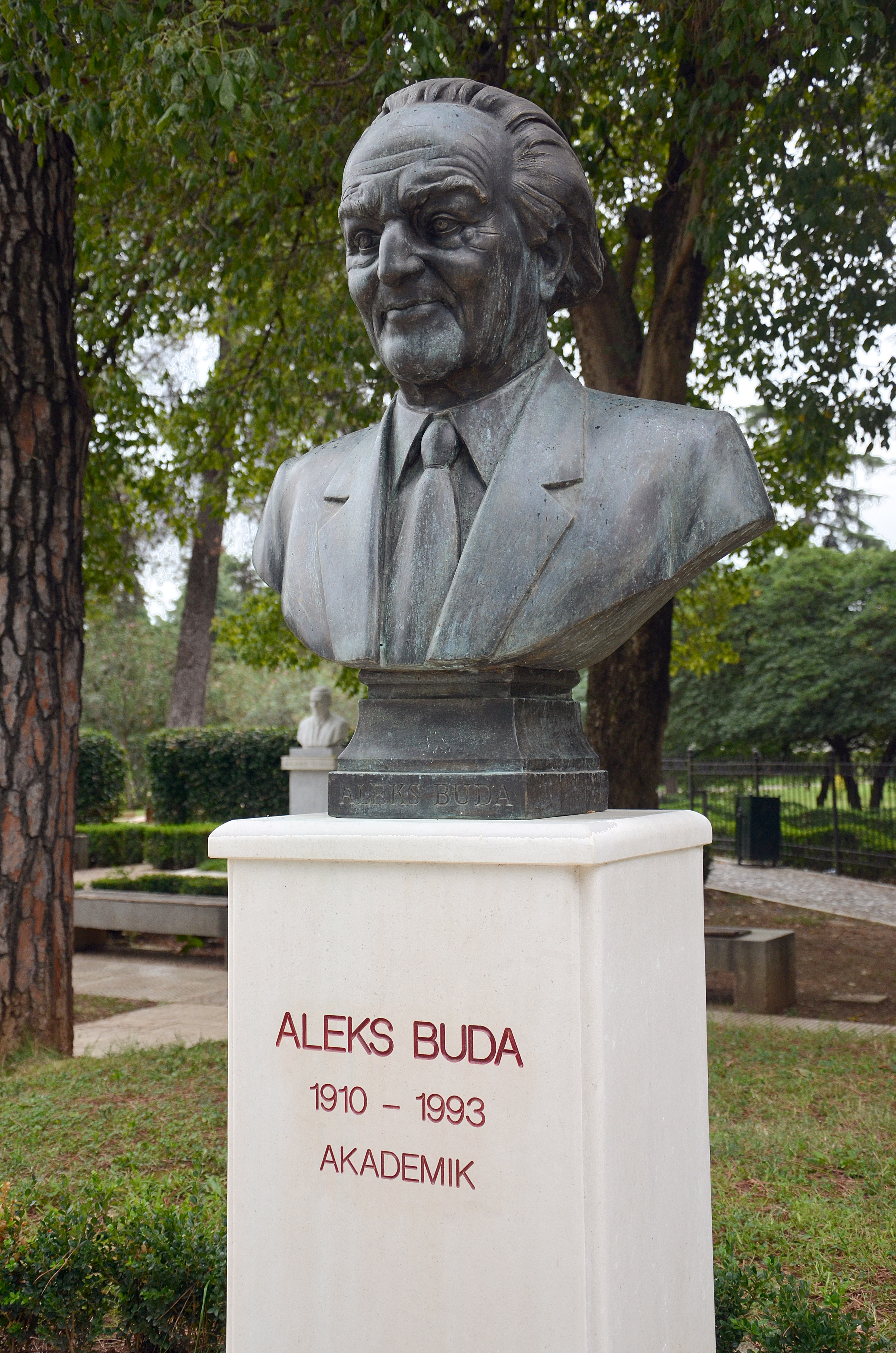
Büste von Aleks Buda in Tirana.

Aleks Buda (* 7. September 1910 in Elbasan, Osmanisches Reich (heute: Albanien); † 7. Juli 1993 in Tirana) war ein albanischer Historiker und Politiker der Partei der Arbeit Albaniens (Partia e Punës e Shqipërisë PPSh), der unter anderem zwischen 1950 und 1990 Mitglied der Volksversammlung (Kuvendi Popullor) war. 1972 war er Gründungspräsident der Albanische Akademie der Wissenschaften (Akademia e Shkencave e Shqipërisë) und bekleidete dieses Amt bis zu seinem Tode 1993.

## Leben

### Herkunft, Studium und Beginn der wissenschaftlichen Arbeit
Aleks Buda stammte aus einer wohlhabenden jüdischen Kaufmannsfamilie und war der Sohn des Apothekers Dhimitër Taq Buda, der von 1921 bis 1925 sowie erneut zwischen 1939 und 1940 Mitglied der Nationalversammlung war. Er besuchte zunächst die Grundschule in seiner Geburtsstadt Elbasan sowie danach im italienischen Lecce. 1920 zog er mit seinen beiden Brüdern nach Österreich, wo er die Volksschule und danach das Gymnasium in Salzburg besuchte. Nachdem er 1929 die Matura erworben hatte, begann er 1930 ein Studium der Fächer Philosophie und Literaturwissenschaft an der Universität Wien. Dort zählten Carl Patsch, Robert Reininger und Norbert Jokl, der als Begründer der Albanologie gilt, zu seinen Hochschullehrern. Während dieser Zeit engagierte er sich zusammen mit Lasgush Poradeci, Skënder Luarasi, Eqrem Çabej, Krist Maloki und Qemal Butka in der Albanischen Studentenvereinigung (Shoqëninë e studentëve shqiptarë Albania) in Wien.
Im Februar 1939 kehrte Buda nach Abschluss seines Studiums nach Albanien zurück. Er arbeitete ab September 1939 als Lehrer am Gymnasium von Tirana und wechselte 1940 an das Lyzeum von Korça. Ende 1941 wurde er Mitarbeiter von Professor Carlo Tagliavini, der an der Universität Padua Inhaber der Lehrstuhls für Sprachwissenschaften war. Dort begann er sich im Bereich allgemeine Balkan- und albanische Linguistik zu qualifizieren, kehrte aber nach einem Jahr Ende 1942 kriegsbedingt in seine Heimat zurück.

### Direktor der Nationalbibliothek, Mitglied der Volksversammlung und Hochschullehrer
Nach der Gründung der Sozialistischen Volksrepublik Albanien (Republika Popullore Socialiste e Shqipërisë) am 24. Mai 1944 war Aleks Buda Mitglied des Antifaschistischen Nationalen Befreiungsrates (Këshilli Antifashist Nacionalçlirimtar) und wurde 1944 zum Vizepräsidenten des ANÇI-Rates der Region Elbasan gewählt. Bald nach dem Ende des Zweiten Weltkrieges (Befreiung Albaniens am 29. November 1944) arbeitete er als Direktor der Nationalbibliothek (Biblioteka Kombëtare e Shqipërisë), die damals nur 15.000 Bände umfasste. Die Bibliothek sollte vor allem durch die Beschlagnahme der Privatbibliotheken der damaligen Persönlichkeiten wie Midhat Frashëri erweitert werden, so dass der Bestand 1947 bereits auf 100.000 Bände angewachsen war. 1946 wechselte er ins Institut für Wissenschaften, wo er als Leiter der Sektion Geschichte, Soziologie und Ökonomie tätig war. Er half mit, die Bereiche Archäologie und Alte Geschichte, Mittelalter- und mittelalterliche Kunstgeschichte, Neuzeitgeschichte und Ethnographie auszubauen. Gemeinsam mit Kollegen seines Fachgebietes ermöglichte er die Veröffentlichung von Studien auf dem Gebiet der Archäologie und Ethnographie, die im 1947 eingeweihten Archäologisch-Ethnographischen Museum ausgestellt wurden. Des Weiteren begann er 1946 eine Tätigkeit als Geschichtsdozent am neu gegründeten Pädagogischen Institut.
Bei den Wahlen am 28. Mai 1950 wurde Buda zum Mitglied der Volksversammlung (Kuvendi Popullor) gewählt und gehörte dieser von der zweiten bis zum Ende der elften Legislaturperiode vom 28. Juni 1950 bis zum 13. November 1990 an. Im Juni 1955 wurde er zudem Mitglied des Präsidiums der Albanischen Demokratischen Front FDSh (Fronti Demokratik i Shqipërisë), die größte Massenorganisation der Partei der Arbeit Albaniens, die alle anderen Massenorganisationen der Partei in sich vereinte und für die Durchführung der kulturellen und sozialen Programme der Partei für die Massen sowie die Nominierung von Kandidaten bei Wahlen verantwortlich war. Des Weiteren war er Mitglied des Ausschusses der Volksversammlung für Bildung und Kultur.

### Vertrauter Enver Hoxhas und Präsident der Akademie der Wissenschaften

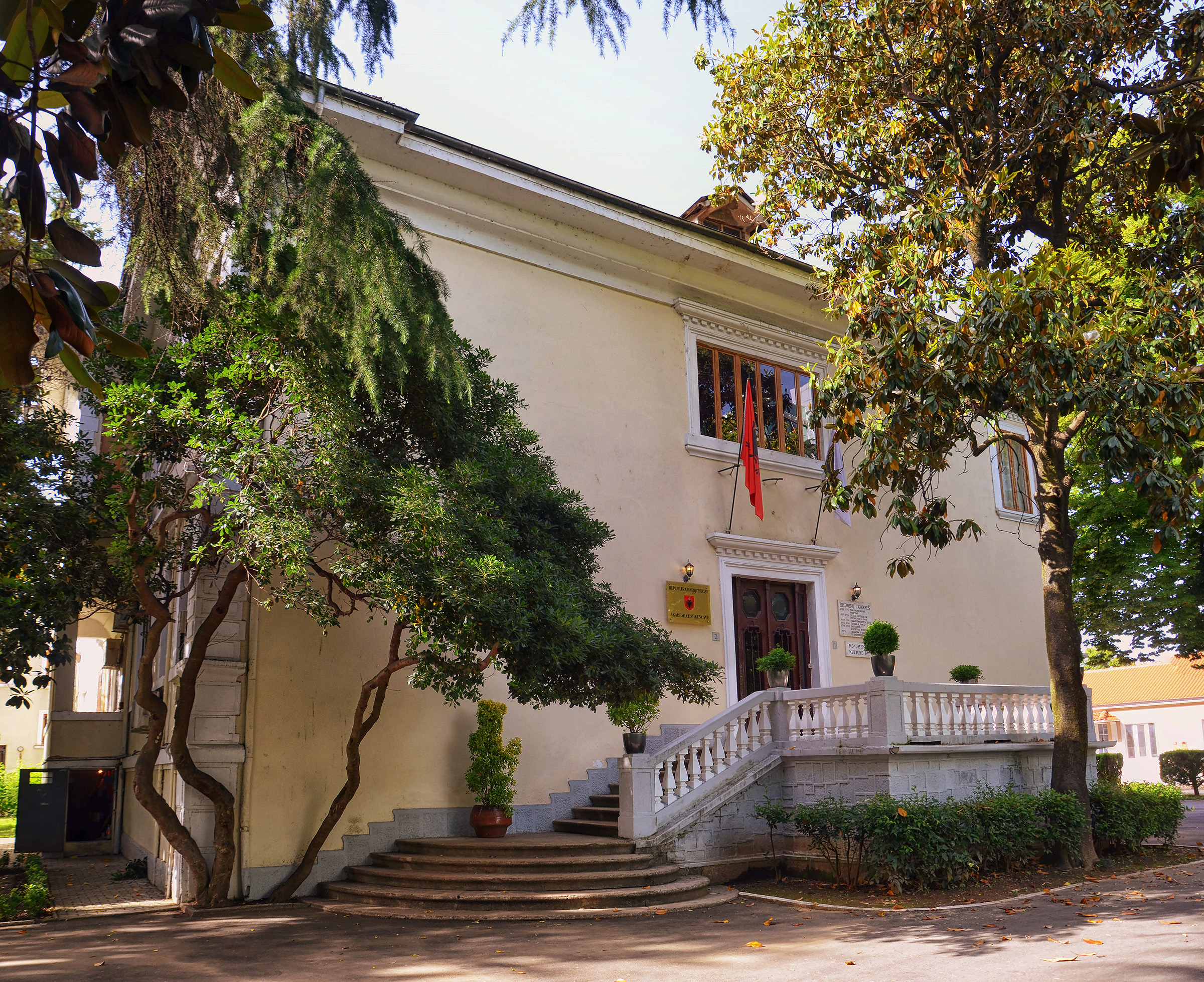
Aleks Buda war zwischen 1973 und 1993 Präsident der Albanische Akademie der Wissenschaften.

Buda wurde als persönlicher Vertrauter von Enver Hoxha angesehen und gehörte zu einer kleinen Gruppe von Intellektuellen, der das albanische kommunistische Regime Zugang zu ausländischer Literatur gewährte, um daraus neue ideologische und theoretische Richtlinien für die Funktionäre der Partei der Arbeit Albaniens zu erarbeiten. 1955 wurde Buda Wissenschaftler am neu gegründeten Institut für Geschichte und Sprachwissenschaft. Mit der Gründung der Universität Tirana war er einer der Gründer des Instituts für Geschichte und Sprachwissenschaft (Instituti i Historisë dhe i Gjuhësisë) an dieser Universität. In den folgenden Jahrzehnten war er hauptsächlich als Historiker tätig, wenngleich sein Schwerpunkt auf dem Gebiet der Literatur lag. Er prägte eine autochthonistische und fremdenfeindliche Sicht der albanischen Geschichte. Buda gilt als Begründer der albanischen Nachkriegsgeschichtsschreibung sowie als der führende albanische Gelehrte der illyrischen Geschichte. Dabei gehörte er zu einer Gruppe von Historikern, die auch darauf hinwiesen, dass zwischen dem 4. und 6. Jahrhundert Albaner zum ersten Mal in historischen Dokumenten erwähnt wurden. Ausgehend von der Hypothese der illyrischen Herkunft der Albaner betonte er, dass Albaner zu den ältesten Bewohnern des Balkans und sogar Europas gehören. Er war der einzige Historiker, der an dem vom 20. bis 25. November 1972 in Tirana abgehaltenen albanischen Orthographie-Kongress (Kongresi i Drejtshkrimit të Gjuhës Shqipe) teilnahm. Er befasste sich auch mit den Bektaschi, einer der größten und einflussreichsten islamisch-alevitischen Derwischorden auf dem Balkan.
Im November 1972 gehörte Aleks Buda zu den Mitgründern der Albanische Akademie der Wissenschaften (Akademia e Shkencave e Shqipërisë) und wurde auf der ersten Versammlung im Januar 1973, die von Etymologen Eqrem Çabej eröffnet wurde, zum Präsident der Akademie gewählt. Diese Funktion behielt er nach zwei Wiederwahlen bis zu seinem Tode 1993. Er nahm an der Nationalen Konferenz für Ethnographische Studien teil, die 1976 anlässlich des 35. Jahrestages der Gründung der Partei der Arbeit Albaniens stattfand. Buda gehört zu einer Gruppe von Historikern und marxistischen Philosophen, die zeitgenössische Theorien und Strömungen außerhalb Albaniens als kapitalistisch und revisionistisch angriffen. Aus seiner Sicht war die Bedeutung der Religionen in Albanien nie groß gewesen – dabei berief er sich auf eine bekannte Zeile aus dem 1879 veröffentlichten Gedicht O moj Shqypni des Staatsmanns und Dichters Pashko Vasa: „Der Glaube der Albaner ist das Albanertum!“ (’Feja e Shqytarit asht Shqyptaria!).
Seine Tochter ist die Publizistin Tatjana Haxhimihali.

## Veröffentlichungen
- Probleme të Pavarësisë së Shqipërisë. Referate, 1987
- Alfabeti i gjuhës shqipe dhe Kongresi i Manastirit. 14–22 nëndor 1908 : studime, materiale, dokumente, 1972
- ETNOGJENEZA E POPULLIT SHQIPTAR NË DRITËN E HISTORISË. Konferenca Kombëtare për Formimin e Popullit Shqiptar, të Gjuhës dhe të Kulturës së Tij: Tiranë, 2–5 korrik 1982, 1982
- Fjalor enciklopedik shqiptar, 1985
- Shkrime historike, 1986

Mitherausgeber (Institut für Geschichte und Sprachwissenschaft)
- Historia e Shqipërisë. Përgatitur nga një kolektiv punonjësish shkencorë të sektorëve të historisë të Institutit të Historisë dhe Gjuhësisë, Mitherausgeber Stefanaq Pollo, 1965

posthum
- Kodikët e shqipërisë. Botim shkencor, kritik i ilustuar, Mitautoren Arian Leka und Shaban Sinani, 2003, ISBN 9-9927-9150-0
- Studime historike. Tekste të zgjedhura, 2006

## Hintergrundliteratur
- Tatjana Haxhimihali: Aleks Buda. Kujtime, 2005, ISBN 978-9-99561-065-4
- Muzafer Korkuti: In memoriam Aleks Buda. Në 100-vjetorin e lindjes, 2010, ISBN 978-9-99561-034-0
- Margarete Grandner: 50 Jahre Universität Wien: Reichweiten und Aussensichten. De Universität Wien als Schnittstelle wissenschaftlicher Entwicklungen und gesellschaftlicher Umbrüche, S. 91 f., 2015, ISBN 978-3-84710-414-8 (Online-Version)
- Blendi Fevziu: Enver Hoxha. The Iron Fist of Albania, (Biografische Notizen, S. 264), 2016, ISBN 978-0-85772-703-9
- Thomas Kacza: Aleks Buda (1910–1993). Ein albanischer Gelehrter in Zeiten widriger Umstände, 2018
- Robert Elsie: Historical Dictionary of Albania, S. 58, 2010, ISBN 978-0-81087-380-3 (Online-Version)